# Черталдо
Черта̀лдо (на италиански: Certaldo) е град и община в централна Италия, провинция Флоренция, регион Тоскана. Разположен е на 67 m надморска височина. Населението на града е 16 343 души (към 31 декември 2010 г.). Черталдо е известен като родният град на Джовани Бокачо.